# Livingston Open 1988
Il Livingston Open 1988 è stato un torneo di tennis giocato sul cemento. È stata la 5ª edizione del torneo, che fa parte del Nabisco Grand Prix 1988. Si è giocato a Livingston negli Stati Uniti dal 15 al 22 agosto 1988.

## Campioni

### Singolare
Andre Agassi ha battuto in finale  Jeff Tarango con il punteggio di 6–2, 6–4

### Doppio
Grant Connell /  Glenn Michibata hanno battuto in finale  Marc Flur /  Sammy Giammalva Jr. con il punteggio di 2–6, 6–4, 7–5